# Koch Bar
Koch Deng Aguer Bar (Abyei, 15 settembre 1996) è un cestista sudsudanese, di ruolo centro.

## Carriera

### Scuola superiore
Bar ha frequentato la West Oaks Academy di Orlando, in Florida, e ha segnato una media di 14 punti e 9 rimbalzi durante la sua stagione da junior. Si è trasferito alla Arlington Country Day School di Jacksonville, in Florida, per la sua stagione da senior.

### College
Bar ha registrato una media di 6,0 punti, 5,3 rimbalzi e 1,2 stoppate da matricola. È stato nominato nel team di matricole della Missouri Valley Conference. Da junior, il bar aveva una media di 5,7 punti e 4,3 rimbalzi a partita. Da senior al Bradley, Bar aveva una media di 6,2 punti e 7,1 rimbalzi a partita.

### Professionista
Nel maggio 2020, Bar ha firmato il suo primo contratto professionale con i Værløse Blue Hawks della danese Basketligaen. Nel suo anno da rookie, ha segnato una media di 14,5 punti e 10,4 rimbalzi a partita, il secondo miglior campionato.
Per la stagione 2021-22, il Bar ha firmato con la squadra danese dell'Horsens IC.

### Nazionale
Con il Sudan del Sud ha disputato i Campionati africani del 2021, dove ha contribuito con 4 punti a partita dalla panchina e al Mondiale 2023, aiutando la squadra a raggiungere i quarti di finale nel suo primo torneo importante.

## Statistiche
| * | Primo nella lega |

### NCAA
| Anno      | Squadra        | PG  | PT | MP   | TC%  | 3P% | TL%  | RP  | AP  | PRP | SP  | PP  |
| --------- | -------------- | --- | -- | ---- | ---- | --- | ---- | --- | --- | --- | --- | --- |
| 2016-2017 | Bradley Braves | 33  | 26 | 21,3 | 51,7 | 0,0 | 59,5 | 5,3 | 0,3 | 0,5 | 1,2 | 6,0 |
| 2017-2018 | Bradley Braves | 30  | 21 | 17,7 | 43,9 | 0,0 | 69,2 | 3,5 | 0,4 | 0,3 | 0,8 | 4,6 |
| 2018-2019 | Bradley Braves | 35  | 18 | 17,8 | 52,8 | 0,0 | 73,6 | 4,3 | 0,5 | 0,3 | 0,8 | 5,7 |
| 2019-2020 | Bradley Braves | 34  | 32 | 23,1 | 49,1 | 0,0 | 67,6 | 7,1 | 1,1 | 0,6 | 1,1 | 6,2 |
| Carriera  | Carriera       | 132 | 97 | 20,0 | 49,6 | 0,0 | 67,5 | 5,1 | 0,6 | 0,4 | 1,0 | 5,7 |

#### Massimi in carriera
- Massimo di punti: 20 vs Jacksonville (14 novembre 2018)[9]
- Massimo di rimbalzi: 14 (2 volte)
- Massimo di assist: 5 vs Maryville (10 dicembre 2019)
- Massimo di palle rubate: 4 vs Drake (31 dicembre 2019)
- Massimo di stoppate: 5 (2 volte)
- Massimo di minuti giocati: 33 (3 volte)

### Danimarca

#### Stagione regolare
| Anno      | Squadra    | PG | PT | MP   | TC%  | 3P%  | TL%  | RP   | AP  | PRP | SP  | PP   |
| --------- | ---------- | -- | -- | ---- | ---- | ---- | ---- | ---- | --- | --- | --- | ---- |
| 2020-2021 | Værløse    | 19 | 18 | 31,6 | 49,5 | 31,6 | 68,3 | 10,4 | 1,5 | 0,8 | 1,9 | 14,5 |
| 2021-2022 | Horsens IC | 28 | 24 | 28,2 | 50,4 | 0,0  | 79,0 | 7,8  | 1,2 | 0,7 | 1,8 | 11,1 |
| 2022-2023 | Horsens IC | 29 | 29 | 28,7 | 56,2 | 33,3 | 67,1 | 8,4  | 1,5 | 0,6 | 1,7 | 10,0 |
| Carriera  | Carriera   | 76 | 71 | 29,5 | 52,0 | 21,6 | 71,5 | 8,9  | 1,4 | 0,7 | 1,8 | 11,9 |

#### Play-off
| Anno      | Squadra    | PG | PT | MP   | TC%  | 3P%  | TL%  | RP   | AP  | PRP | SP  | PP   |
| --------- | ---------- | -- | -- | ---- | ---- | ---- | ---- | ---- | --- | --- | --- | ---- |
| 2020-2021 | Værløse    | 3  | 3  | 35,7 | 50,0 | 0,0  | 84,2 | 13,0 | 1,0 | 0,3 | 4,0 | 18,0 |
| 2021-2022 | Horsens IC | 6  | 6  | 33,2 | 64,9 | 66,7 | 75,7 | 7,0  | 0,8 | 0,7 | 2,0 | 17,3 |
| 2022-2023 | Horsens IC | 4  | 4  | 30,3 | 67,6 | 40,0 | 75,0 | 6,5  | 2,0 | 0,3 | 1,5 | 16,0 |
| Carriera  | Carriera   | 13 | 13 | 33,1 | 60,8 | 35,6 | 78,3 | 8,8  | 1,3 | 0,4 | 2,5 | 17,1 |

### Russia

#### Stagione regolare
| Anno      | Squadra  | PG | PT | MP   | TC%  | 3P% | TL%  | RP  | AP | PRP | SP | PP  |
| --------- | -------- | -- | -- | ---- | ---- | --- | ---- | --- | -- | --- | -- | --- |
| 2023-2024 | Minsk    | 3  | 0  | 10,0 | 16,7 | 0   | 50,0 | 1,0 | 0  | 0   | 0  | 1,0 |
| Carriera  | Carriera | 3  | 0  | 10,0 | 16,7 | 0   | 50,0 | 1,0 | 0  | 0   | 0  | 1,0 |

### Australia

#### Stagione regolare
| Anno     | Squadra        | PG | PT | MP   | TC%  | 3P%  | TL%  | RP  | AP  | PRP | SP  | PP   |
| -------- | -------------- | -- | -- | ---- | ---- | ---- | ---- | --- | --- | --- | --- | ---- |
| 2024     | Bendigo Braves | 19 | 14 | 25,0 | 47,4 | 28,6 | 78,0 | 7,6 | 1,0 | 0,9 | 1,2 | 10,3 |
| Carriera | Carriera       | 19 | 14 | 25,0 | 47,4 | 28,6 | 78,0 | 7,6 | 1,0 | 0,9 | 1,2 | 10,3 |

### Cronologia presenze e punti in Nazionale
| Cronologia completa delle presenze e dei punti in Nazionale - Sudan del Sud | Cronologia completa delle presenze e dei punti in Nazionale - Sudan del Sud | Cronologia completa delle presenze e dei punti in Nazionale - Sudan del Sud | Cronologia completa delle presenze e dei punti in Nazionale - Sudan del Sud | Cronologia completa delle presenze e dei punti in Nazionale - Sudan del Sud | Cronologia completa delle presenze e dei punti in Nazionale - Sudan del Sud | Cronologia completa delle presenze e dei punti in Nazionale - Sudan del Sud | Cronologia completa delle presenze e dei punti in Nazionale - Sudan del Sud |
| Data                                                                        | Città                                                                       | In casa                                                                     | Risultato                                                                   | Ospiti                                                                      | Competizione                                                                | Punti                                                                       | Note                                                                        |
| --------------------------------------------------------------------------- | --------------------------------------------------------------------------- | --------------------------------------------------------------------------- | --------------------------------------------------------------------------- | --------------------------------------------------------------------------- | --------------------------------------------------------------------------- | --------------------------------------------------------------------------- | --------------------------------------------------------------------------- |
| 27/08/2021                                                                  | Kigali                                                                      | Sudan del Sud                                                               | 75 - 104                                                                    | Senegal                                                                     | AfroBasket 2021 - Fase a gironi                                             | 2                                                                           | [ 10 ]                                                                      |
| 29/08/2021                                                                  | Kigali                                                                      | Sudan del Sud                                                               | 88 - 86                                                                     | Uganda                                                                      | AfroBasket 2021 - Fase a gironi                                             | 2                                                                           | [ 11 ]                                                                      |
| 31/08/2021                                                                  | Kigali                                                                      | Sudan del Sud                                                               | 60 - 58                                                                     | Kenya                                                                       | AfroBasket 2021 - Qualificazione quarti                                     | 5                                                                           | [ 12 ]                                                                      |
| 02/09/2021                                                                  | Kigali                                                                      | Tunisia                                                                     | 80 - 65                                                                     | Sudan del Sud                                                               | AfroBasket 2021 - Quarti                                                    | 6                                                                           | [ 13 ]                                                                      |
| 25/02/2022                                                                  | Dakar                                                                       | Sudan del Sud                                                               | 68 - 56                                                                     | Ruanda                                                                      | Qual. Mondiali 2023                                                         | 0                                                                           | [ 14 ]                                                                      |
| 26/02/2022                                                                  | Dakar                                                                       | Tunisia                                                                     | 64 - 72                                                                     | Sudan del Sud                                                               | Qual. Mondiali 2023                                                         | 2                                                                           | [ 15 ]                                                                      |
| 27/02/2022                                                                  | Dakar                                                                       | Sudan del Sud                                                               | 74 - 68                                                                     | Camerun                                                                     | Qual. Mondiali 2023                                                         | 3                                                                           | [ 16 ]                                                                      |
| 01/07/2022                                                                  | Kigali                                                                      | Ruanda                                                                      | 63 - 73                                                                     | Sudan del Sud                                                               | Qual. Mondiali 2023                                                         | 2                                                                           | [ 17 ]                                                                      |
| 02/07/2022                                                                  | Kigali                                                                      | Sudan del Sud                                                               | 75 - 61                                                                     | Tunisia                                                                     | Qual. Mondiali 2023                                                         | 0                                                                           | [ 18 ]                                                                      |
| 03/07/2022                                                                  | Kigali                                                                      | Camerun                                                                     | 55 - 67                                                                     | Sudan del Sud                                                               | Qual. Mondiali 2023                                                         | 5                                                                           | [ 19 ]                                                                      |
| 14/08/2023                                                                  | Melbourne                                                                   | Brasile                                                                     | 85 - 75                                                                     | Sudan del Sud                                                               | Amichevole                                                                  | 0                                                                           | [ 20 ]                                                                      |
| 16/08/2023                                                                  | Melbourne                                                                   | Sudan del Sud                                                               | 80 - 61                                                                     | Venezuela                                                                   | Amichevole                                                                  | 6                                                                           | [ 21 ]                                                                      |
| 17/08/2023                                                                  | Melbourne                                                                   | Australia                                                                   | 88 - 67                                                                     | Sudan del Sud                                                               | Amichevole                                                                  | 0                                                                           | [ 22 ]                                                                      |
| 27/08/2022                                                                  | Monastir                                                                    | Sudan del Sud                                                               | 101 - 58                                                                    | RD del Congo                                                                | Qual. Mondiali 2023                                                         | 8                                                                           | [ 23 ]                                                                      |
| 28/08/2022                                                                  | Monastir                                                                    | Egitto                                                                      | 65 - 85                                                                     | Sudan del Sud                                                               | Qual. Mondiali 2023                                                         | 2                                                                           | [ 24 ]                                                                      |
| 24/02/2023                                                                  | Alessandria d'Egitto                                                        | Sudan del Sud                                                               | 83 - 75                                                                     | Senegal                                                                     | Qual. Mondiali 2023                                                         | 11                                                                          | [ 25 ]                                                                      |
| 25/02/2023                                                                  | Alessandria d'Egitto                                                        | RD del Congo                                                                | 61 - 82                                                                     | Sudan del Sud                                                               | Qual. Mondiali 2023                                                         | 11                                                                          | [ 26 ]                                                                      |
| 26/02/2023                                                                  | Alessandria d'Egitto                                                        | Sudan del Sud                                                               | 97 - 77                                                                     | Egitto                                                                      | Qual. Mondiali 2023                                                         | 2                                                                           | [ 27 ]                                                                      |
| 26/08/2023                                                                  | Quezon City                                                                 | Sudan del Sud                                                               | 96 - 101 dts                                                                | Porto Rico                                                                  | Mondiali 2023 - Fase a gironi                                               | 0                                                                           | [ 28 ]                                                                      |
| 28/08/2023                                                                  | Quezon City                                                                 | Cina                                                                        | 69 - 89                                                                     | Sudan del Sud                                                               | Mondiali 2023 - Fase a gironi                                               | 0                                                                           | [ 29 ]                                                                      |
| 02/09/2023                                                                  | Quezon City                                                                 | Angola                                                                      | 78 - 101                                                                    | Sudan del Sud                                                               | Mondiali 2023 - Gara 17º-32º posto                                          | 0                                                                           | [ 30 ]                                                                      |
| Totale                                                                      |                                                                             | Presenze                                                                    | 21                                                                          |                                                                             | Punti                                                                       | 67                                                                          |                                                                             |